# Eugenia Roccella
Eugenia Maria Roccella, född 15 november 1953 i Bologna, är en italiensk politiker och journalist. Hon är Italiens familjeminister i regeringen Meloni sedan 2022. Även nativitet och lika möjligheter hör till hennes portfölj. Hon anslöt sig till Italiens bröder tidigare samma år. Som högerradikal familjeminister är Roccella en av Italiens mest synliga abortmotståndare, men som ung 1970-talsfeminist var aborträtt ursprungligen något hon kämpade för.
Roccella studerade litteraturvetenskap vid universitetet La Sapienza i Rom och var sedan verksam som journalist. Den politiska verksamheten inledde hon i det socialliberala partiet Partito Radicale. Fadern Franco Roccella var en av partiets grundare, och modern Wanda Raheli var känd som målare. Redan som 18-åring aktiverade sig Roccella i kvinnokampen och förfäktade frågor som aborträtt och motstånd mot våld mot kvinnor. Först långt senare anammade hon konservativa värderingar och blev abortmotståndare och motståndare till samkönade äktenskap. Även motstånd mot eutanasi är en av Roccellas främsta profilfrågor.
Roccella är författare till ett antal pamfletter. År 2001 utkom Dopo il feminismo där hon tog avstånd från sina tidigare feministiska ståndpunkter och profilerade sig som postfeminist. Med Lucina Scaraffia skrev hon Contro il cristianesimo (2005), där hon hävdar att Förenta nationerna och Europeiska unionen företräder en ny ideologi som motverkar kristendomen. Med Assuntina Morresi skrev hon sedan La favola dell'aborto facile (2006), där hon framträder som abortmotståndare och tar ställning emot aborträtten. Som 1970-talsfeministisk aktivist hade hon skrivit pamfletten Aborto: facciamolo da noi (1975), där hon förfäktade rätten till fri abort.